# The Shining (album)
The Shining – pierwszy pośmiertny album amerykańskiego rapera i producenta o pseudonimie J Dilla. Gościnnie pojawili się m.in. Busta Rhymes, Common i Madlib. Album promował teledysk do utworu "Won't Do".

## Lista utworów
Opracowano na podstawie źródła.
| #  | Tytuł                | Wykonawca                     | Producent               | Sample                                                                |
| -- | -------------------- | ----------------------------- | ----------------------- | --------------------------------------------------------------------- |
| 1  | "Geek Down"          | Busta Rhymes                  | J Dilla                 |                                                                       |
| 2  | "E=MC2"              | Common                        | J Dilla                 | - Giorgio Moroder – "E=mc²"                                           |
| 3  | "Love Jones"         |                               | J Dilla                 | - Marc Moulin – "Humpty Dumpty"                                       |
| 4  | "Love"               | Pharoahe Monch                | J Dilla                 | - The Five Stairsteps – "We Must be in Love"                          |
| 5  | "Baby"               | J Dilla Guilty Simpson Madlib | J Dilla Madlib          | - The Stylistics – "Maybe It's Love This Time"                        |
| 6  | "So Far to Go"       | Common D’Angelo               | J Dilla                 | - The Isley Brothers – "Don't Say Goodnight (It’s Time For Love)"     |
| 7  | "Jungle Love"        | M.E.D. Guilty Simpson         | J Dilla                 |                                                                       |
| 8  | "Over The Breaks"    |                               | J Dilla Karriem Riggins | - The Dells – "Does Anybody Know I’m Here"                            |
| 9  | "Body Movin’"        |                               | J Dilla Karriem Riggins |                                                                       |
| 10 | "Dime Piece (Remix)" | Dwele                         | J Dilla                 |                                                                       |
| 11 | "Love Movin’"        | Black Thought                 | J Dilla                 |                                                                       |
| 12 | "Won't Do"           | J Dilla                       | J Dilla                 | - The Isley Brothers – "Footsteps In The Dark" - Dick Hyman – "Alfie" |

## Personel
Opracowano na podstawie źródła.
- J Dilla – rap, produkcja, miks, instrumenty klawiszowe w utworach "Love Jones", "Jungle Love", "Over The Breaks" i "Body Movin’", tamburyn w utworze "Jungle Love", gitara basowa w utworze "Love Movin’"
- Karriem Riggins – produkcja, perkusja w utworach "Love Jones", "Jungle Love", "Body Movin'" i "Love Movin’", Korg MS-20 w utworze "Body Movin'"
- Madlib – rap, produkcja
- Busta Rhymes – rap
- Common – rap
- Pharoahe Monch – rap
- Guilty Simpson – rap
- D’Angelo – rap
- M.E.D. – rap
- Dwele – rap
- Black Thought – rap
- L.A. – wokal wpierający w utworze "Love"
- Shotyme – wokal wpierający w utworze "Love"
- Dontae Winslow – trąbka w utworze "Love Jones"
- J Rocc – skrecze w utworze "E=MC2" i "Body Movin’"
- Dave Cooley – miks, mastering, inżynier dźwięku
- Bob Powers – miks
- Kelly Hibbert – inżynier dźwięku
- Johnny Tergo – zdjęcia
- Mazik 72 Saevitz – grafika
- Upendo Taylor – grafika
- Ron Croudy – grafika

## Pozycje na listach
| Lista (2006)           | Najwyższa pozycja |
| ---------------------- | ----------------- |
| Top R&B/Hip-Hop Albums | 35                |
| Billboard 200          | 103               |
| Top Independent Albums | 9                 |